# Veïnat de l'Escola
El Veïnat de l'Escola és un veïnat del terme comunal de Queixàs, a la comarca del Rosselló, de la Catalunya del Nord.
Està situat en el sector central de la meitat meridional del terme comunal al qual pertany. És al costat del centre històric de Queixàs, i s'hi troba la Casa del Comú i l'antiga escola. La carretera D - 2 passa just a ponent d'aquest veïnat, i hi ha un curt accés que hi enllaça.